# Kellinghusen
Kellinghusen (phát âm tiếng Đức: [kɛlɪŋˈhuːzən]) là một thị xã ở huyện Steinburg ở bang Schleswig-Holstein.
Kellinghusen nằm ở đông bắc Itzehoe và được đề cập lần đầu trong tài liệu vào thế kỷ 11. Thị trấn nổi tiếng trong thế kỷ 18 với đồ sứ. Khu vực này có nhiều đất sét phù hợp cho sản xuất đồ sứ phát triển.
Luftkurort Kellinghusen, một khu nghỉ dưỡng ở vùng quê Holstein, một cửa ngõ vào Công viên tự nhiên Aukrug.